# Lepidote
Lepidote er gartnerlatin og betyder skjold-håret. Det vil sige at nogle af hårene på planten er fortykket i en skive, som med god vilje og en stærk lup kan ligne et skjold.
Følgende grupper af rododendron er Lepidote:
- Alperoser
- Japanske azaleaer

De rododendron som ikke har hår med skiver på er Elepidote
| Biologi | Spire Denne artikel om biologi er en spire som bør udbygges. Du er velkommen til at hjælpe Wikipedia ved at udvide den. |